# Giovanni Ernesto di Nassau-Weilburg
Giovanni Ernesto di Nassau-Weilburg (Weilburg, 13 giugno 1664 – Heidelberg, 27 febbraio 1719) fu un Generalfeldmarschall imperiale, dal 1675 al 1688 Conte e dal 1688 fino alla sua morte Fürst di Nassau-Weilburg.

## Biografia
Giovanni Ernesto era il maggiore dei figli maschi di Federico, Conte di Nassau-Weilburg (1640–1675) e Cristiana Elisabetta di Sayn-Wittgenstein (1646–1678). Dopo la morte dei suoi genitori, ebbe per reggente Giovanni, Conte di Nassau-Idstein e dopo la sua morte, Giovanni Luigi, Conte di Nassau-Ottweiler.
Nel luglio 1679 Giovanni Ernesto cominciò i suoi studi all'Università di Tubinga. Tra il 1681 e 1682 soggiornò alla corte di Re Luigi XIV di Francia al Palazzo di Versailles.
Giovanni Ernesto diventò l'unico sovrano di Nassau-Weilburg quando suo fratello Federico Guglielmo Luigi fu ucciso nel 1684 durante l'assedio di Buda. I suoi territori sulla riva sinistra del Reno furono occupate dalla Francia e restituiti solo dopo il trattato di Ryswick nel 1697.
Giovanni Ernesto ebbe un'importante carriera militare. Nel 1684 comandò un reggimento di Dragoni al servizio del Langraviato d'Assia-Kassel. Nel 1688, al principio della guerra dei Nove Anni, difese Coblenza. Successivamente partecipò all'assedio di Mainz (1689), alla Battaglia di Fleurus (1690) e alla Battaglia di Landen (1693).
Nel settembre 1696, Giovanni Ernesto entrò a far parte, come generale al servizio dell'Elettorato del Palatinato, che fece infuriare il suo ex datore Carlo I, Langravio di Assia-Kassel.
Dopo la Pace di Ryswick, Giovanni Ernesto diventò governatore della città palatina di Düsseldorf.
Nel 1701, allo scoppio della guerra di successione spagnola, Giovanni Ernesto organizzò un esercito e partecipò all'Assedio di Landau nel 1702 ed il conseguente inseguimento dell'esercito del maresciallo di Francia Tallard dalle Hunsrück. Per questo successo, fu creato generalfeldmarschall imperiale.
Quando il principe Eugenio di Savoia marciò nel 1703 in Baviera contro il francese Maresciallo Villars, Giovanni Ernesto rimase sul Reno per difendere Landau contro Tallard. Ciò portò il 15 novembre 1703 alla battaglia dello Speyerbach. Fu una terribile sconfitta. 8000 uomini andarono perduti e il figlio maggiore di Giovanni Ernesto, il colonnello Federico Luigi di Nassau-Weilburg fu ucciso. In futuro, Giovanni Ernesto non avrebbe partecipato più ad una grande battaglia ritirandosi dal servizio attivo nel 1706. Fu Großhofmeister dell'Elettore Palatino fino al 1716 e ritornò a Weilburg, dove morì nel 1719. Per i suoi successi fu insignito dell'Ordine di Sant'Uberto.

## Discendenza
Giovanni Ernesto sposò il 3 aprile 1683 Maria Polissena di Leiningen-Dagsburg-Hartenburg (7 febbraio 1662 - 22 aprile 1725).

Ebbero nove figli:
- Federico Luigi (1683–1703), rimasto ucciso nella battaglia dello Speyerbach;
- Carlo Augusto (1685–1753);
- Maria Polissena (1686–1687);
- Giovanna Luisa (1687–1688);
- Carlo Ernesto (1689–1709);
- Enrico Luigi (1690–1691);
- Maddalena Enrichetta (1691-1725) sposò Federico Guglielmo, principe di Solms-Braunfels;
- Albertina (1693–1748);
- una figlia femmina (1694).

## Ascendenza
|                                            |   |                                              | Genitori                    |  |  | Nonni |  |  | Bisnonni                    |  |  | Trisnonni                  |  |
|                                            |   |                                              |                             |  |  |       |  |  | Luigi II di Nassau-Weilburg |  |  | Alberto di Nassau-Weilburg |  |
|                                            |   |                                              |                             |  |  |       |  |  | Luigi II di Nassau-Weilburg |  |  | Alberto di Nassau-Weilburg |  |
|                                            |   | Anna di Nassau-Dillenburg                    |                             |  |  |       |  |  | Luigi II di Nassau-Weilburg |  |  |                            |  |
| Ernesto Casimiro di Nassau-Weilburg        |   |                                              |                             |  |  |       |  |  | Luigi II di Nassau-Weilburg |  |  |                            |  |
|                                            |   | Anna Maria d'Assia-Kassel                    | Guglielmo IV d'Assia-Kassel |  |  |       |  |  |                             |  |  |                            |  |
|                                            |   | Anna Maria d'Assia-Kassel                    | Guglielmo IV d'Assia-Kassel |  |  |       |  |  |                             |  |  |                            |  |
|                                            |   | Anna Maria d'Assia-Kassel                    | Sabina di Württemberg       |  |  |       |  |  |                             |  |  |                            |  |
| Federico di Nassau-Weilburg                |   | Anna Maria d'Assia-Kassel                    |                             |  |  |       |  |  |                             |  |  |                            |  |
|                                            |   | Guglielmo II di Sayn-Wittgenstein-Hachenburg | …                           |  |  |       |  |  |                             |  |  |                            |  |
|                                            |   | Guglielmo II di Sayn-Wittgenstein-Hachenburg | …                           |  |  |       |  |  |                             |  |  |                            |  |
|                                            |   | Guglielmo II di Sayn-Wittgenstein-Hachenburg | …                           |  |  |       |  |  |                             |  |  |                            |  |
| Anna Maria di Sayn-Wittgenstein-Hachenburg |   | Guglielmo II di Sayn-Wittgenstein-Hachenburg |                             |  |  |       |  |  |                             |  |  |                            |  |
|                                            |   | …                                            | …                           |  |  |       |  |  |                             |  |  |                            |  |
|                                            |   | …                                            | …                           |  |  |       |  |  |                             |  |  |                            |  |
|                                            |   | …                                            | …                           |  |  |       |  |  |                             |  |  |                            |  |
| Giovanni Ernesto di Nassau-Weilburg        |   | …                                            |                             |  |  |       |  |  |                             |  |  |                            |  |
|                                            | … | …                                            |                             |  |  |       |  |  |                             |  |  |                            |  |
|                                            | … | …                                            |                             |  |  |       |  |  |                             |  |  |                            |  |
|                                            | … | …                                            |                             |  |  |       |  |  |                             |  |  |                            |  |
| Ernesto di Sayn-Wittgenstein-Homburg       | … |                                              |                             |  |  |       |  |  |                             |  |  |                            |  |
|                                            |   | …                                            | …                           |  |  |       |  |  |                             |  |  |                            |  |
|                                            |   | …                                            | …                           |  |  |       |  |  |                             |  |  |                            |  |
|                                            |   | …                                            | …                           |  |  |       |  |  |                             |  |  |                            |  |
| Cristiana Elisabetta di Sayn-Wittgenstein  |   | …                                            |                             |  |  |       |  |  |                             |  |  |                            |  |
|                                            |   | …                                            | …                           |  |  |       |  |  |                             |  |  |                            |  |
|                                            |   | …                                            | …                           |  |  |       |  |  |                             |  |  |                            |  |
|                                            |   | …                                            | …                           |  |  |       |  |  |                             |  |  |                            |  |
| …                                          |   | …                                            |                             |  |  |       |  |  |                             |  |  |                            |  |
|                                            |   | …                                            | …                           |  |  |       |  |  |                             |  |  |                            |  |
|                                            |   | …                                            | …                           |  |  |       |  |  |                             |  |  |                            |  |
|                                            |   | …                                            | …                           |  |  |       |  |  |                             |  |  |                            |  |
|                                            |   | …                                            |                             |  |  |       |  |  |                             |  |  |                            |  |